# Luca Pellegrini
Luca Pellegrini, född 7 mars 1999 i Rom, är en italiensk fotbollsspelare som spelar för italienska Lazio, på lån från Juventus. 

## Karriär
Den 26 september 2020 lånades Pellegrini ut av Juventus till Genoa på ett låneavtal över säsongen 2020/2021. Den 12 augusti 2022 lånades han ut till tyska Eintracht Frankfurt på ett säsongslån. Den 31 januari 2023 lånades Pellegrini istället ut till Lazio. Den 17 augusti 2023 lånades han ut på nytt till Lazio på ett tvåårigt låneavtal.